# Fougueux (contratorpedeiro)
O Fougueux foi um contratorpedeiro operado pela Marinha Nacional Francesa e a décima primeira embarcação da Classe L'Adroit. Sua construção começou em setembro de 1927 na Ateliers et Chantiers de Bretagne em Nantes e foi lançado ao mar em agosto do ano seguinte, sendo finalizado em junho de 1930. Era armado com uma bateria principal composta por quatro canhões de 130 milímetros e seis tubos de torpedo de 550 milímetros, tinha um deslocamento carregado de duas mil toneladas e alcançava uma velocidade máxima de 33 nós (61 quilômetros por hora).
O Fougueux serviu tanto no Mar Mediterrâneo quanto no Oceano Atlântico em tempos de paz, participando de patrulhas de não intervenção durante a Guerra Civil Espanhola. A Segunda Guerra Mundial começou em 1939 e o navio escoltou comboios e deu suporte de artilharia para tropas em terra. A França foi derrotada em 1940 e passou os dois anos seguintes escoltando comboios entre o Norte da África Francês e a França Metropolitana. Os Aliados invadiram o Norte da África em novembro de 1942 e o Fougueux foi afundado na Batalha Naval de Casablanca no dia 8.